# 斯特朗博利型火山喷发
斯特朗博利型火山喷发（英語：Strombolian eruption）
是一種中等程度的火山噴發，火山爆發指數約為1到2。 噴發物包括白炽的熔渣，火山砾和火山弹，能噴射到幾十到幾百米的高度。 噴發量小到中等，有零星的暴發力。 這種類型的噴發以意大利的斯特龍博利火山命名。
火山灰在噴出火山口時通常會發出紅光，它的表面冷卻后變成從深到黑色的顏色，並且在落地前可能已凝固。火山灰聚集在火山口附近，形成火山渣錐。火山渣錐是最常見的，而火山灰通常相當少。熔岩流比夏威夷型火山噴發更粘稠，因此比較短和厚。偶爾有火山碎屑岩的伴生。
熔岩中氣體會凝聚成氣泡，稱謂氣塞。若氣泡長得的足夠大，可以穿過岩漿柱上升，由於壓力降低而在岩漿柱頂部附近爆裂，並將岩漿拋向空中。並釋放火山氣體，經常隔幾分鐘就爆裂一次。氣塞的形成的深度可達3公里，因此難以預測。
斯特朗博利型火山喷发活動可以非常持久，因為管道系統不受噴發活動的影響，因此噴發系統可以自我恢復。
孤立火山錐通常以斯特朗博利型火山喷发。例如，Parícutin 火山在1943年至1952年間持續噴發，南極洲的埃里布斯山產生了斯特朗博利型火山噴發至少幾十年，而在Stromboli本身也噴發兩千多年。羅馬人稱此為“地中海燈塔”。